# Gerdie Keen
Geertje Roelien (Gerdie) Keen (Wageningen, 29 september 1969) is een voormalig Nederlands tafeltennisspeelster. Ze werd in 1989, 1996, 1997 en 1998 Nederlands kampioen in het enkelspel. De nationale titel in het dubbelspel won ze in 1989 (met Brenda Hunterslag), 1990-1992 (met Emily Noor), 1993 (met Mirjam Hooman-Kloppenburg), 1996-1997 (met Mirjam Hooman-Kloppenburg) en 1998 (met Melisa Muller). Gerdie is de oudere zus van voormalig tafeltennisprof Trinko Keen.
Keen won een individuele zilveren medaille tijdens de Europese kampioenschappen tafeltennis 1994 in Birmingham. Ze verloor de strijd om het goud van de Zweedse Marie Svensson. In hetzelfde jaar kwam daar een bronzen medaille bij op het WK voor landenteams in Nîmes. Eerder in 1990 en 1992 strandde ze in de kwartfinale van het EK. Keen nam namens Nederland deel aan de Olympische Zomerspelen 1996.
In competitieverband kwam Keen uit voor onder meer het Duitse TuS Glane en de Nederlandse clubs Shot Wageningen en Haka/Treffers ’70 (Klazienaveen), waarmee ze in 1994/95 en 1995/96 landskampioen werd.
Keen trad in juni 2000 in dienst bij de Nederlandse Tafeltennis Bond.